# 三角叶党参
三角叶党参（学名：Codonopsis deltoidea）是桔梗科党参属的植物，为中国的特有植物。分布在中国大陆的甘肃、四川等地，生长于海拔1,800米至2,800米的地区，一般生长在山地林边和灌丛中，目前尚未由人工引种栽培。